# Celtidaceae
Celtidaceae é uma família de plantas dicotiledóneas. Esta família é aceite no sistema APG, e incluí o género Celtis e mais alguns géneros. São árvores das regiões temperadas e por vezes tropicais.
No sistema APG II e no sistema APG III esta família não existe; as plantas nestes sistemas estão colocadas na família Cannabaceae.
No sistema de Cronquist esta família não existe; as plantas nestes sistema são colocadas na família Ulmaceae.
No sistema Angiosperm Phylogeny Website esta família é indicada com sinónima de Cannabaceae.